# Messerschmitt P.1073
Die Messerschmitt P.1073 war ein projektiertes Fernbomber-Trägerflugzeug der Messerschmitt AG.
Das Projekt aus dem Jahre 1940 beinhaltete einen Fernbomber, der bis an die US-Ostküste fliegen sollte, um dort Störangriffe auf Landziele bzw. auf sich formierende Geleitzüge zu fliegen. Um gegnerische Kräfte abzuwehren, sollten Bordjäger mitgeführt werden. Inspiriert wurde das Projekt sicherlich durch das sowjetische Sweno-Projekt, bei dem das Bordjäger-Prinzip praktisch erprobt wurde.

## Geschichte
Der als P 1073 A bezeichnete Fernbomber sollte von acht Motoren Junkers Jumo 223 mit einer Leistung von jeweils 2500 PS angetrieben werden. Es sollten drei als P 1073 B bezeichnete Bordjäger mitgeführt werden. Als Vorentwurf zu diesem Jagdflugzeug diente die Messerschmitt Me 328. Diese wurde ursprünglich als Bordjäger entwickelt und später zum antriebslosen Jagdflugzeug umkonzipiert, das im Mistelschlepp in die Nähe der feindlichen Bomber geschleppt werden sollte. Die P 1073 B war als einsitziges Jagdflugzeug mit einem BMW-003-Strahltriebwerk vorgesehen. Im Gegensatz zur Me 328 waren gepfeilte Tragflächen vorgesehen. Um den Bordjäger platzsparend im Fernbomber mitführen zu können, sollten die Tragflächen an den Flächenwurzeln faltbar gestaltet werden. Der Transportquerschnitt belief sich für die P 1073 B damit auf 1,73 Meter × 1,71 Meter.
Die Bordjäger sollten unter einer Schiene im Rumpf des Fernbombers befestigt werden, um im Einsatzfall bemannt durch eine Luke abgeworfen zu werden. Das Aufnahmemanöver sollte über ein Schleppseil erfolgen, das den Bordjäger zum Fernbomber ziehen sollte. 
Es ist zweifelhaft, ob ein solches Manöver praktisch durchführbar gewesen wäre. Neben diesem Nachteil ist der strategische Nutzen eines solchen Fernbomber-Trägerflugzeuges fraglich, zumal drei Jagdflugzeuge über dem amerikanischen Festland kaum in der Lage gewesen wären, einen Bomber vor gegnerischen Abfangjägern zu beschützen.
Das Flugzeug sollte über zwei Waffenstände unter dem Rumpf sowie drei ferngesteuerte Waffenstände auf dem Rumpf und einen Heckwaffenstand verfügen. Mit seinen 128.000 kg wäre das in Ganzmetallbauweise geplante Projekt P 1073 A das schwerste landgestützte Flugzeug seiner Zeit gewesen.
In der Messerschmitt AG wurde die P 1073 nur am Reißbrett entworfen. Das Projekt eines Fernbomber-Trägerflugzeuges wurde jedoch nach dem Krieg von den Amerikanern mit dem B-36-Bomber bzw. den McDonnell XF-85-Bordjägern fortgeführt. 

## Technische Daten
| Kenngröße             | P 1073 A (Fernbomber)                           | P 1073 B (Bordjäger)                |
| --------------------- | ----------------------------------------------- | ----------------------------------- |
| Besatzung             | 10                                              | 1                                   |
| Spannweite            | 63 m                                            | 4,40 m                              |
| Länge                 | 39,30 m                                         | 5,90 m                              |
| Höhe                  | 6,10 m                                          | 1,81 m                              |
| Flügelfläche          | 330,00 m²                                       | 6,50 m²                             |
| Flügelstreckung       | 12                                              | ca. 3,0                             |
| Flächenbelastung      | 388 kg/m²                                       | ca. 250 kg/m²                       |
| Transportquerschnitt  |                                                 | 1,71 m × 1,73 m                     |
| Flächenpfeilung       |                                                 | 35°                                 |
| Startmasse            | max. 128.000 kg                                 | 1.620 kg                            |
| Triebwerk             | 8 × Jumo 223 mit je 2.500 PS (1.839 kW)         | 1 × BMW 109-003 mit 600 kp (5,9 kN) |
| Höchstgeschwindigkeit | 600 km/h                                        | 935 km/h (theoretisch)              |
| Dienstgipfelhöhe      | 13.000 m                                        |                                     |
| Reichweite            | 17.950 km                                       |                                     |
| Flugzeit              |                                                 | 31 min (bei 50 % Schub)             |
| Bewaffnung            | 6000 kg Bomben + 3 Bordjäger und 6 Waffenstände | 2 × MG 151/20                       |